# Букаев, Геннадий Иванович
Геннадий Иванович Букаев (род. 15 сентября 1947, с. Степное, Абдулинский район, Оренбургская область) — советский и российский государственный деятель, советник президента Республики Башкортостан (с 28 августа 2012 года), помощник первого заместителя председателя Правительства РФ. Действительный государственный советник Российской Федерации 2 класса (2005 год).
Кандидат экономических наук, заслуженный экономист Российской Федерации.

## Биография
В 1962—1965 годах — учащийся Бугурусланского нефтепромыслового техникума Оренбургской области.
В 1965—1966 годах — помощник бурильщика Абдулинской экспедиции треста «Оренбург — нефтегазразведка», г. Абдулино Оренбургской области.
Окончил в 1971 году Уфимский нефтяной институт по специальности инженер-электрик, в 1980 — Свердловскую высшую партийную школу.
В 1971—1972 годах — начальник штаба республиканского студенческого стройотряда в Уфе.
В 1972—1973 годах — старший инженер ПМК-510 треста «Связьстрой-5», г. Стерлитамак.
В 1973—1974 годах — главный инженер ПМК-507 треста «Связьстрой-5», г. Тюмень.
В 1974—1975 годах — главный инженер ПМК-510 треста «Связьстрой-5», г. Стерлитамак.
В 1975—1977 годах — начальник отдела капстроительства Уфимского нефтяного института.
В 1977—1978 годах — заместитель председателя Орджоникидзевского исполкома райсовета г. Уфы.
В 1978—1980 годах — слушатель Свердловской ВПШ.
В 1980—1985 годах — инструктор отдела организационно-партийной работы Башкирского обкома КПСС.
В 1985—1990 годах — первый секретарь Белебеевского горкома КПСС.
В 1990—1992 годах — заведующий отделом торговли, потребкооперации, лёгкой промышленности Совета министров БАССР.
В 1992—1998 годах — начальник Госналогинспекции по Республике Башкортостан.
В 1998—1999 годах — руководитель Госналогинспекции по Республике Башкортостан. Внёс значительный вклад в становление налоговых органов Республики Башкортостан.
В 1998—1998 годах — член коллегии Госналогслужбы России.
В 1999—2000 годах — руководитель Госналогинспекции по г. Москве, провёл реорганизацию инспекций г. Москвы, где создал единый Центр обработки данных (ЦОД).
В 1999—2000 годах — член коллегии министерства Российской Федерации по налогам и сборам.
В 2000—2004 годах — министр Российской Федерации по налогам и сборам.
24 февраля 2004 года указом президента Российской Федерации Букаев был отправлен в отставку вместе с правительством Касьянова.
В 2004—2008 годах — помощник председателя правительства Российской Федерации Михаила Ефимовича Фрадкова. Удостоился благодарности за успехи в области финансово-экономической деятельности. Правительство было отправлено в отставку 12 сентября 2007 года.
В 2008—2012 годах — помощник первого заместителя председателя правительства Российской Федерации.
С 28 августа 2012 по 6 апреля 2013 года — советник президента Республики Башкортостан.
С 6 апреля 2013 по март 2015 года — советник президента компании ОАО «Роснефть»
С марта 2015 года — руководитель Службы внутреннего аудита ОАО «НК „Роснефть“».
С июля 2016 года — Генеральный директор АО «Роснефтегаз» (с мая по июль 2016 года — врио генерального директора АО «Роснефтегаз»).
С июня 2016 года — вице-президент — руководитель службы внутреннего аудита ПАО «НК „Роснефть“».
С июля 2016 года — член Правления ПАО «НК „Роснефть“».
Награждён орденом «За заслуги перед Отечеством» II (2022), IV (2007) степеней и орденом Почёта (2019).